# Головежхи
Головежхи (пол. Gołowierzchy) — село в Польщі, у гміні Тшебешув Луківського повіту Люблінського воєводства.
Населення — 293 особи (2011).
У 1975-1998 роках село належало до Седлецького воєводства.

## Демографія
Демографічна структура станом на 31 березня 2011 року:
|          | Загалом | Допрацездатний вік | Працездатний вік | Постпрацездатний вік |
| -------- | ------- | ------------------ | ---------------- | -------------------- |
| Чоловіки | 148     | 36                 | 90               | 22                   |
| Жінки    | 145     | 27                 | 85               | 33                   |
| Разом    | 293     | 63                 | 175              | 55                   |